# Sergey Erenburg
Sergey Erenburg est un joueur d'échecs russe puis israélien et américain né le 27 janvier 1983 à  Biïsk en Union Soviétique.
Au 1er mars 2020, il est le 23e joueur américain avec un classement Elo de 2 559 points.

## Biographie et carrière
En 1999, Erenburg émigra avec sa famille en Israël. Grand maître international depuis 2003, Erenburg finit 3e-7e (septième au départage) du championnat du monde junior en juin 2003. Il remporta le championnat israélien en 2004 et l'open ZMD du festival d'échecs de Dresde, ex æquo avec Roman Slobodjan. 
Lors du championnat d'Europe d'échecs individuel de 2005 disputé à Varsovie, Erenburg partagea la 18e-53e place avec 8 points sur 13 et se qualifia pour la Coupe du monde d'échecs 2005 à Khanty-Mansiïsk. Lors de la coupe du monde, il battit Zviad Izoria au premier tour puis perdit contre Konstantin Sakaïev.
En 2005, il représenta Israël lors du Championnat du monde d'échecs par équipes et remporta la médaille de bronze individuelle au deuxième échiquier de réserve. La même année, il remporte la médaille d'argent par équipe au championnat d'Europe d'échecs des nations (il marqua 3 points sur 5 comme échiquier de réserve).
En 2012, il remporte le tournoi open d'Arlington avec 7 points sur 9 ex æquo avec Azarov. En décembre 2013, il partage la première place au National Open de Las Vegas, à égalité avec Chimanov, Wang Chen, Wei Yi, Akopian, Gareïev, Katcheichvili et Lenderman.